# جوناثان سنكلير
جوناثان سنكلير (بالإنجليزية: Jonathan Sinclair)‏ هو دبلوماسي وسياسي بريطاني، ولد في 13 أكتوبر 1970 في فيكتوريا في سيشل. انتخب Governor of Pitcairn ‏ (15 أغسطس 2014 – 9 ديسمبر 2017) وانتخب المفوض السامي للملكة المتحدة لدى نيوزيلندا (2014 – 2018).